# Anwil (przedsiębiorstwo)
ANWIL S.A. – przedsiębiorstwo chemiczne z siedzibą we Włocławku, dawne Zakłady Azotowe „Włocławek”. Spółka należy do Grupy Orlen.

## Historia[2]
Decyzja o utworzeniu we Włocławku zakładu o nazwie Zakłady Azotowe „Włocławek”, produkującego nawozy sztuczne została podpisana 17 lipca 1966 przez Ministra Przemysłu Chemicznego Antoniego Radlińskiego. Uruchomienie produkcji saletry amonowej, kwasu azotowego oraz amoniaku nastąpiło w latach 1971–1972. Już dwa lata później, w 1974 roku w spółce osiągnięto okrągły wolumen produkcji – wyprodukowano pierwszy milion ton nawozu.
W latach 1976–1985 wybudowano instalacje produkcyjne polichlorku winylu. W 1989 rozpoczęła się budowa wytwórni granulatów PCW, a już w 1994 roku osiągnięto wolumen miliona ton PCW. W 1998 rozpoczęto produkcję płyt z PCW.
W latach 1999–2003 miała miejsce rozbudowa i modernizacja instalacji chlorku winylu i polichlorku winylu. W tym samym czasie powstała także druga linia do produkcji saletrzaku oraz instalacja odzysku chlorowodoru z odpadów chloroorganicznych. Kolejne prace modernizacyjne zakończyły się w 2006 roku, kiedy ukończono rozbudowę wytwórni chloru i ługu sodowego oraz zmieniono technologię produkcji na membranową. Siedem lat później, w 2013 roku powstała ekologiczna suszarnia osadów oraz nowa linia paletyzacji nawozów.
W 1993 roku Zakłady Azotowe „Włocławek” zostały przekształcone w spółkę Skarbu Państwa. Cztery lata później, w 1997 roku, nazwę firmy zmieniono na ANWIL S.A. Od 2012 roku jedynym akcjonariuszem spółki jest ORLEN posiadający 100% akcji ANWILU.
W 2019 rozpoczęła się największa inwestycja w historii ANWILU – budowa trzeciej linii nawozowej. Umożliwi ona zwiększenie mocy produkcyjnych nawozów azotowych o około 50%, z 966 tys. ton do 1461 tys. ton rocznie. Instalacja we Włocławku wpisuje się również w strategiczne założenia Grupy ORLEN w obszarze neutralności emisyjnej. Zastosowane nowoczesne rozwiązanie umożliwi niemal całkowitą redukcję emisji gazów cieplarnianych przy produkcji nawozów. Przy budowie trzeciej linii do produkcji nawozów wykorzystano wiodącą, globalną technologię EnviNOx. Umożliwi ona ograniczenie emisji gazów cieplarnianych przy produkcji o ok. 99 proc., czyli o ok. 4200 ton tlenków azotu. Technologia ta w 2008 r. została uznana przez Unię Europejską za „najlepszą dostępną technikę” BAT i nadal jest rekomendowana jako wiodąca dla wszystkich zakładów produkujących kwas azotowy. W ramach realizowanej inwestycji powstały zarówno instalacje produkcyjne, jak i również infrastruktura pomocnicza, w tym magazyny mogące przechować do 25 tys. ton produktów. Gotowe nawozy będą w nim sezonowały 72 godziny, a następnie trafią do opakowań. Jednym z najważniejszych elementów infrastruktury, niezbędnej w procesie produkcji kwasu azotowego, jest wieża absorpcyjna, o wysokości 55 metrów i masie 200 ton. W ramach rozbudowy nawozowych mocy produkcyjnych powstał również mierzący 84 metry komin gazów resztkowych oraz zbiornik na kwas azotowy, którego pojemność to aż 4000 m³.

## Surowce i produkty
W portfolio produktów ANWILU znajdują się: nawozy azotowe, suspensyjny polichlorek winylu, chloroalkalia oraz inne chemikalia.
Spółka produkuje nawozy azotowe w postaci saletry amonowej i saletrzaku (jako Canvil Mg z magnezem i Canvil S z siarką). Produkty mają certyfikat najwyższej jakości Q nadany przez Polskie Centrum Badań i Certyfikacji. Firma uczestniczy też w Programie „Opieka nad Produktem”, realizowanym przez Europejskie Stowarzyszenie Producentów Nawozów EFMA. Aktualnie w zakładzie funkcjonują dwie linie produkcyjne.
ANWIL jest także jedynym w Polsce producentem suspensyjnego polichlorku winylu (PCW – nazwa handlowa Polanvil).
Firma produkuje granulaty kablowe z PCW, sypkie mieszanki na bazie PCW, twarde granulaty techniczne służące do produkcji paneli ściennych czy profili budowlanych - nazwa handlowa Creovil. 
Wśród chloroalkaliów produkowanych we włocławskiej spółce są: wodorotlenek sodu (wytwarzany w postaci ługu sodowego), podchloryn sodu, sól techniczna oraz kwas solny. Produkowane tu chemikalia to: amoniak, woda amoniakalna, azot ciekły i tlen ciekły.

## Nagrody i wyróżnienia[9]
- Pracodawca Organizator Pracy Bezpiecznej – 2015, 2020[10]
- Złoty medal International Fertilizer Association – 2019, 2020
- Top Employer Polska – 2020, 2021, 2022, 2023, 2024[11]
- Business Superbrands – 2020[12]
- Złoty Listek CSR - 2022, 2023[13]
- Nagroda Pomorskiej Specjalnej Strefy Ekonomicznej za najwyższe nakłady inwestycyjne w woj. Kujawsko-pomorskim w kat. Duże Przedsiębiorstwa – 2020[14]
- Inicjatywy Anwilu zostały docenione przez Forum Odpowiedzialnego Biznesu w raporcie „Odpowiedzialny biznes w Polsce. Dobre praktyki” – 2015 (8 inicjatyw), 2016 (11), 2017 (13), 2018 (14), 2019 (18), 2020 (23)[15]
- Ośrodek THINKTANK i Forum Odpowiedzialnego Biznesu w 2019 roku umieściły akcję „Pan Karp zarybia Wisłę” na liście 30 projektów społecznych mających największą wartość dla społeczeństwa w mijającym 30-lecia[16]

## Galeria

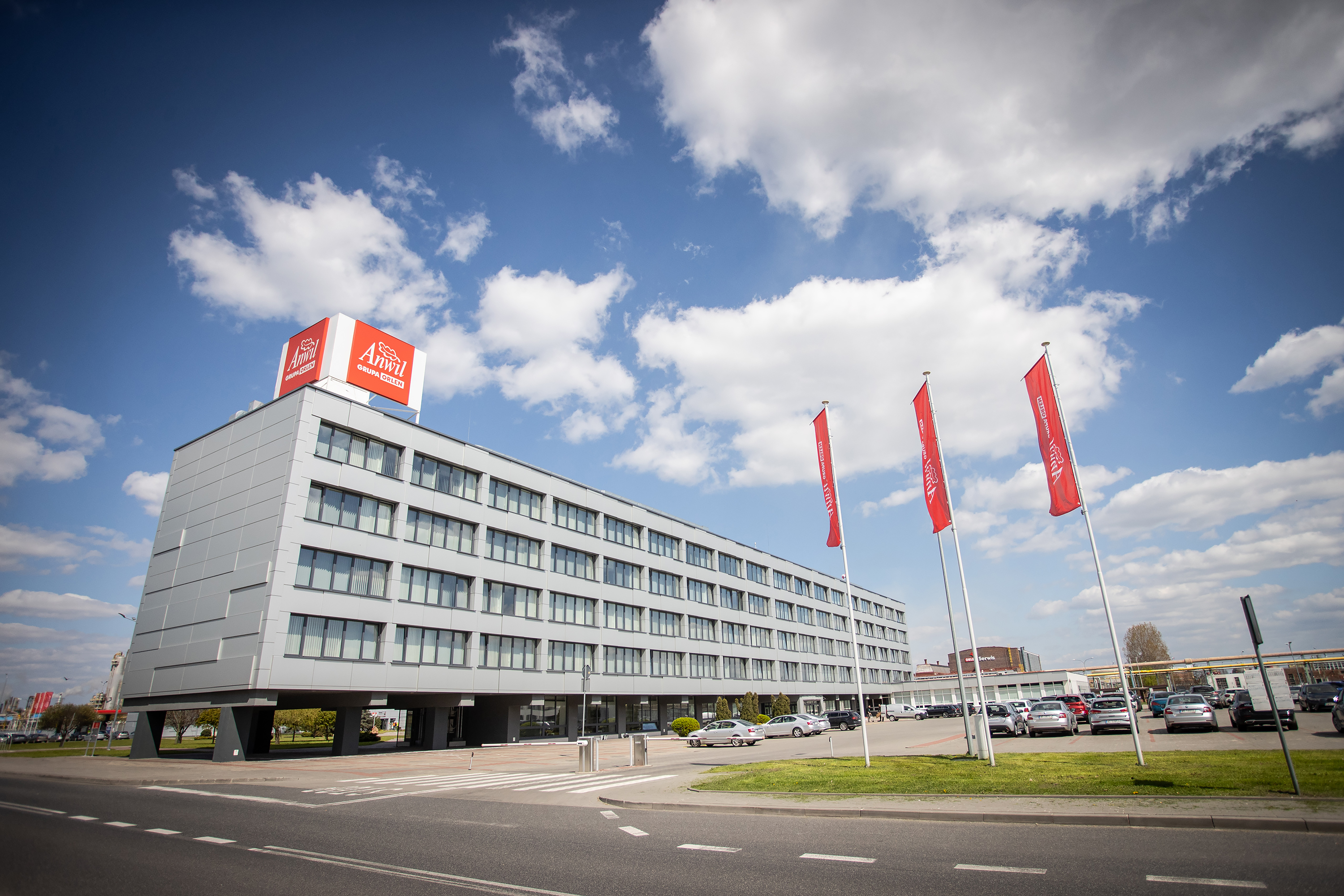
Centrum Administracyjne ANWIL
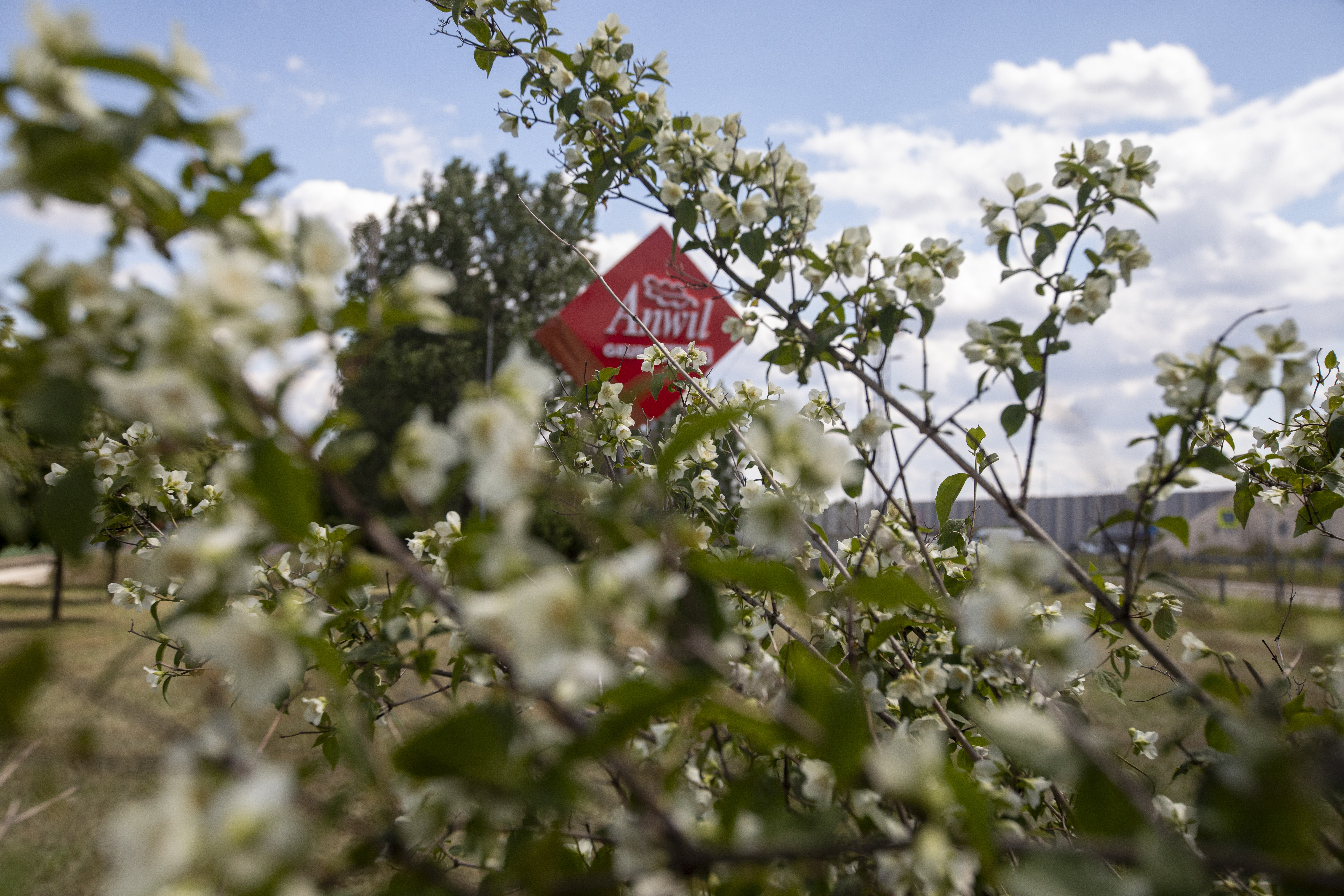
Logotyp przed biurowcem
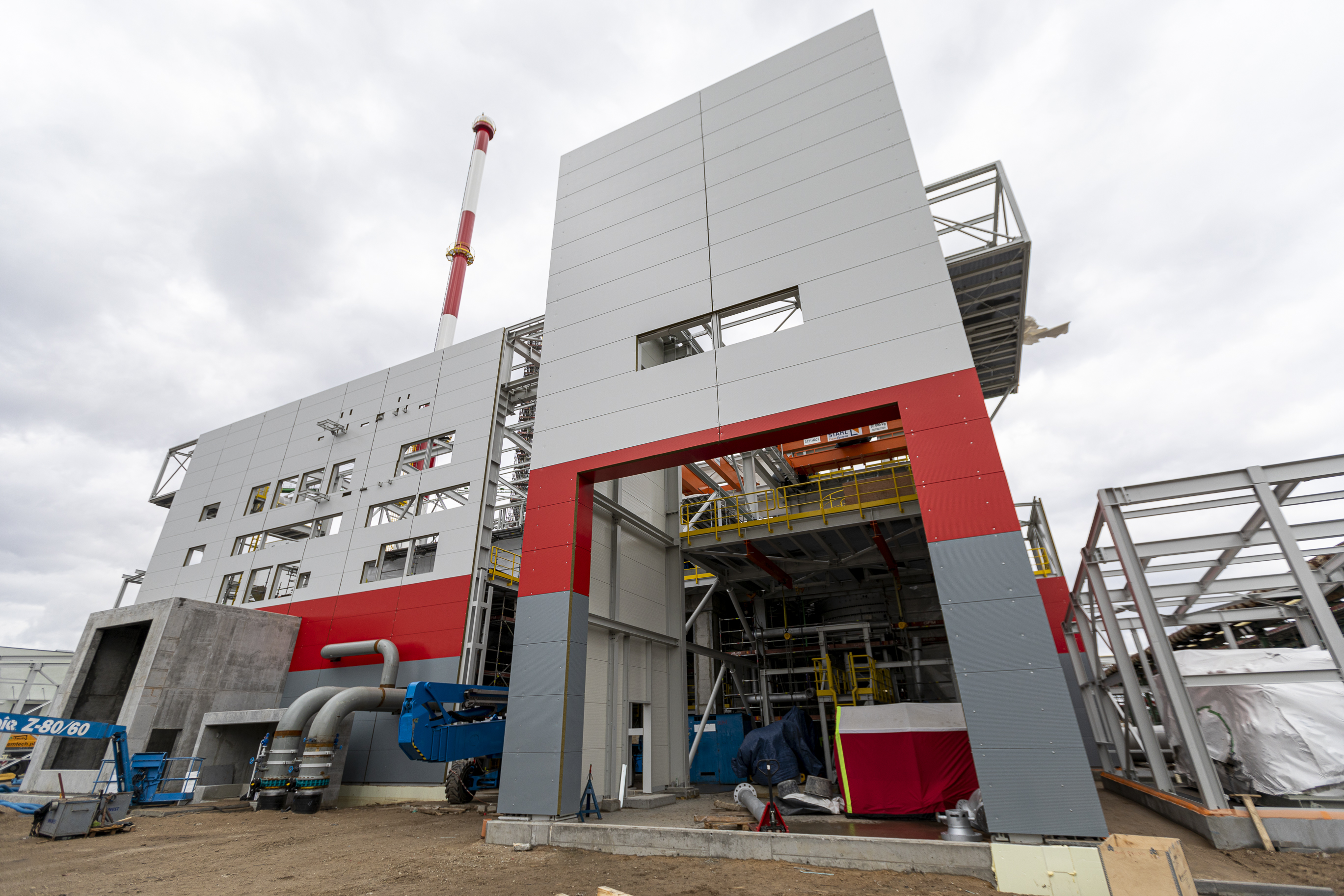
Powstająca instalacja kwasu azotowego
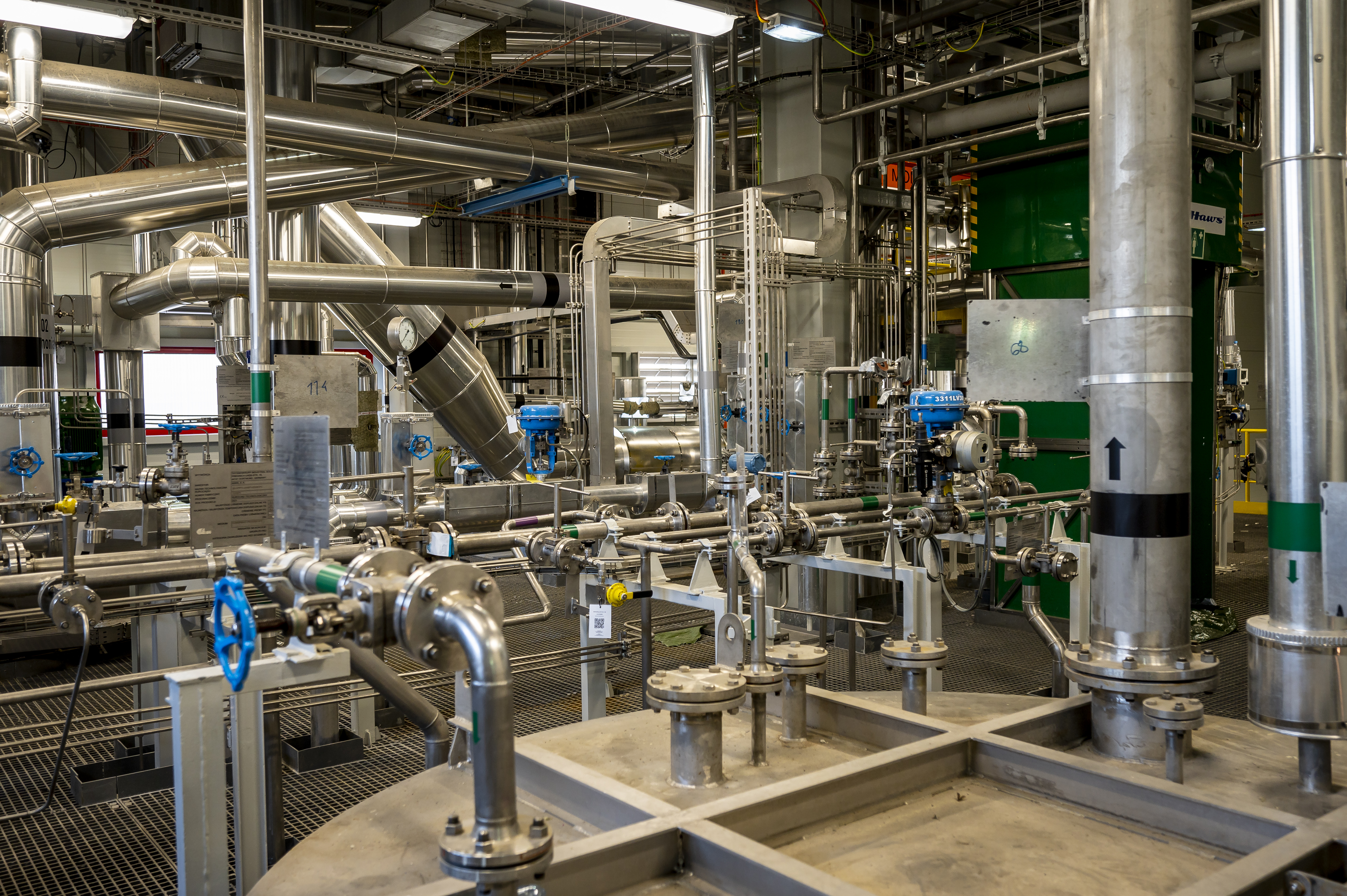
Element trzeciej linii do produkcji nawozów
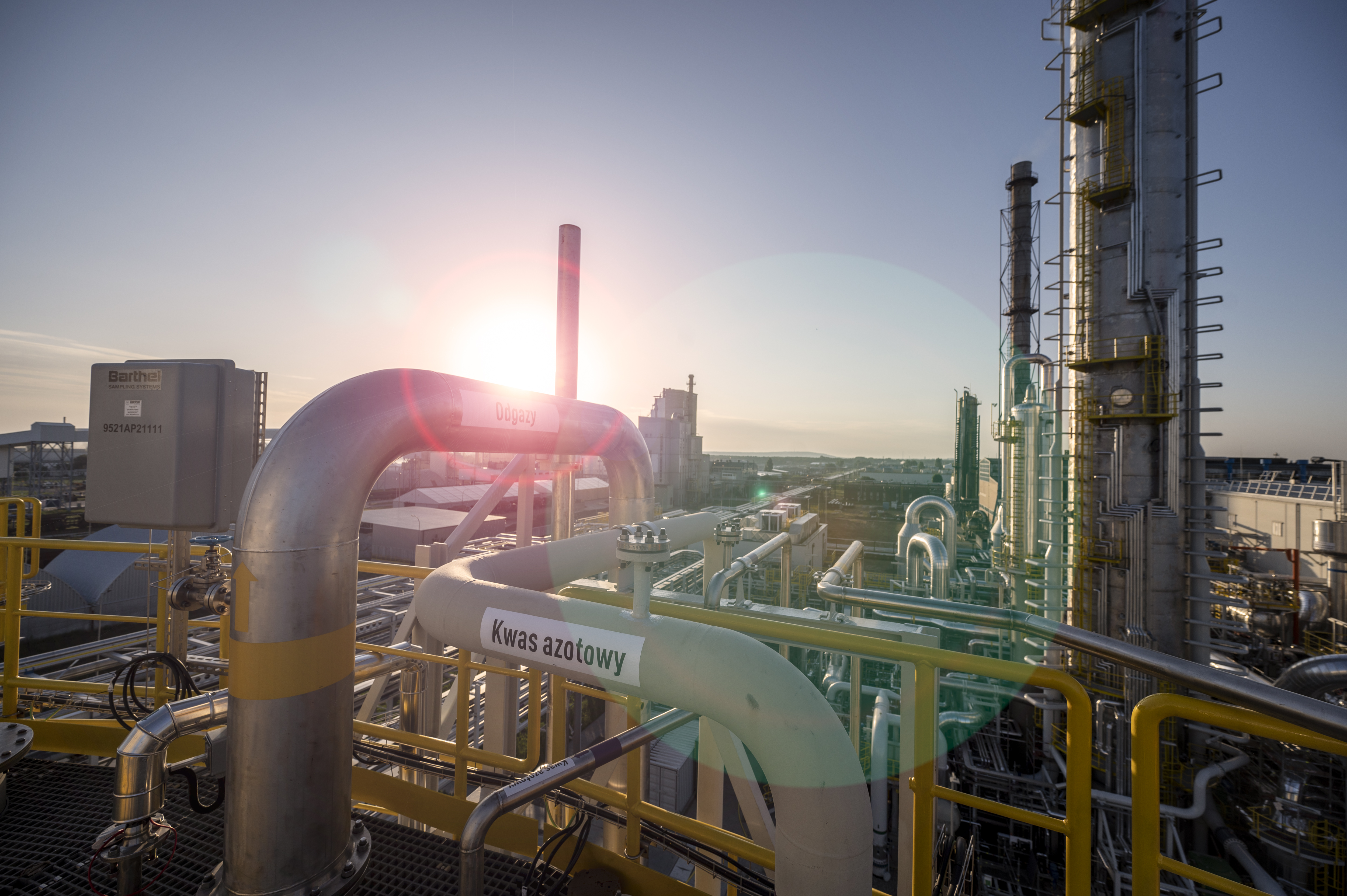
Element trzeciej linii do produkcji nawozów
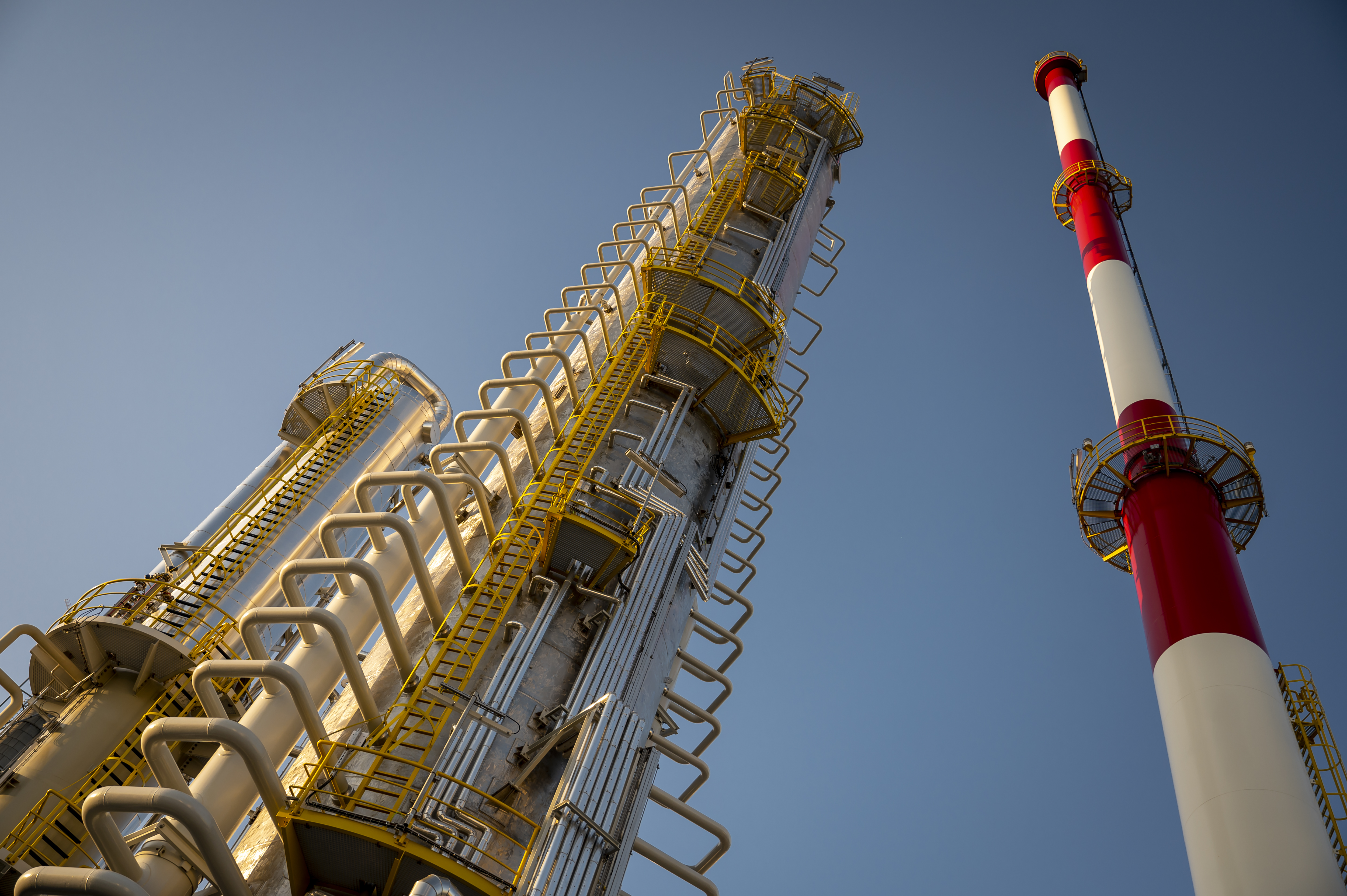
Wieża absorpcyjna
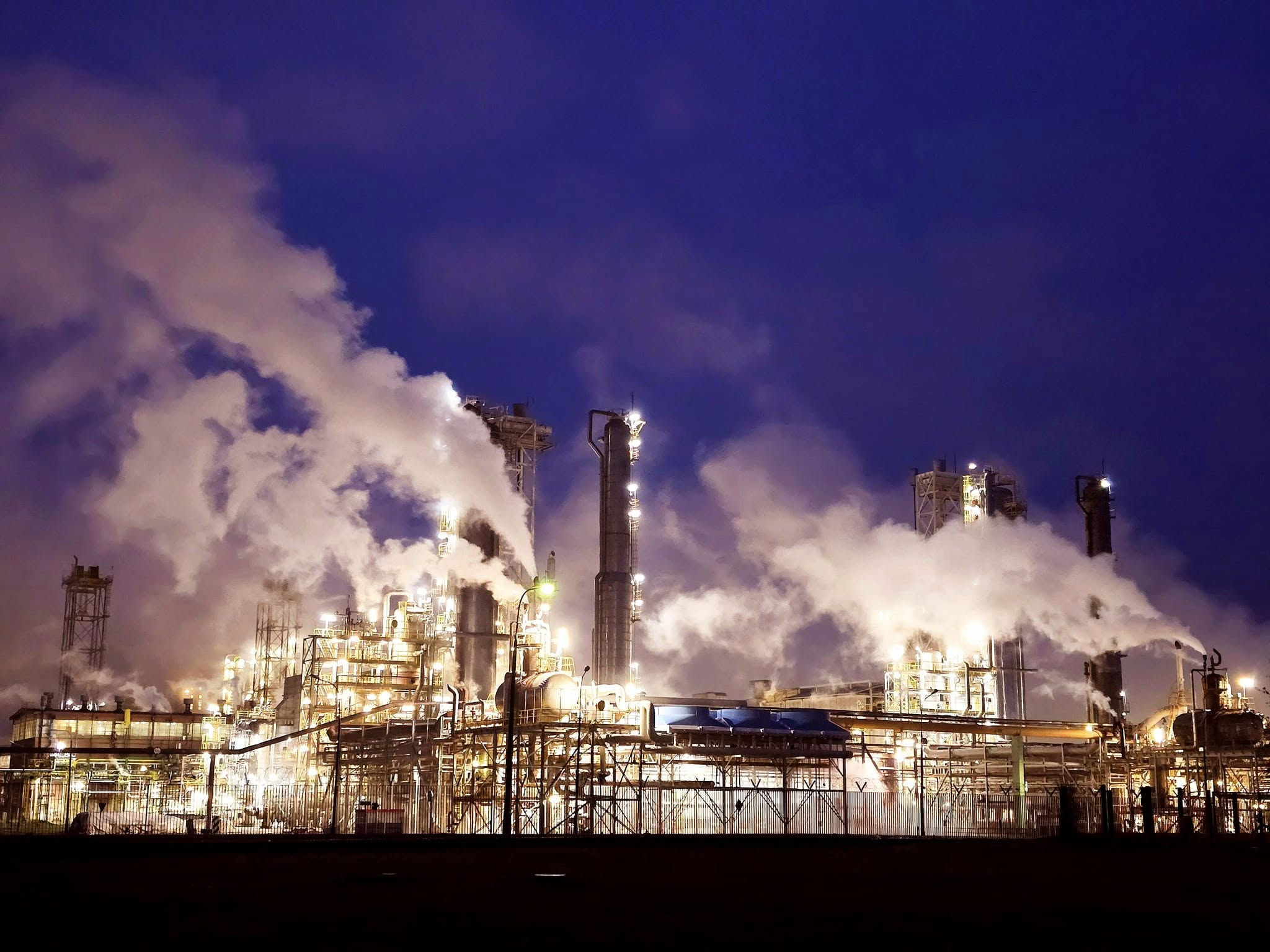
Nocny widok na zakłady chemiczne